# 66ª Mostra internazionale d'arte cinematografica di Venezia
La 66ª edizione della Mostra internazionale d'arte cinematografica si è svolta a Venezia, Italia, dal 2 settembre al 12 settembre 2009.

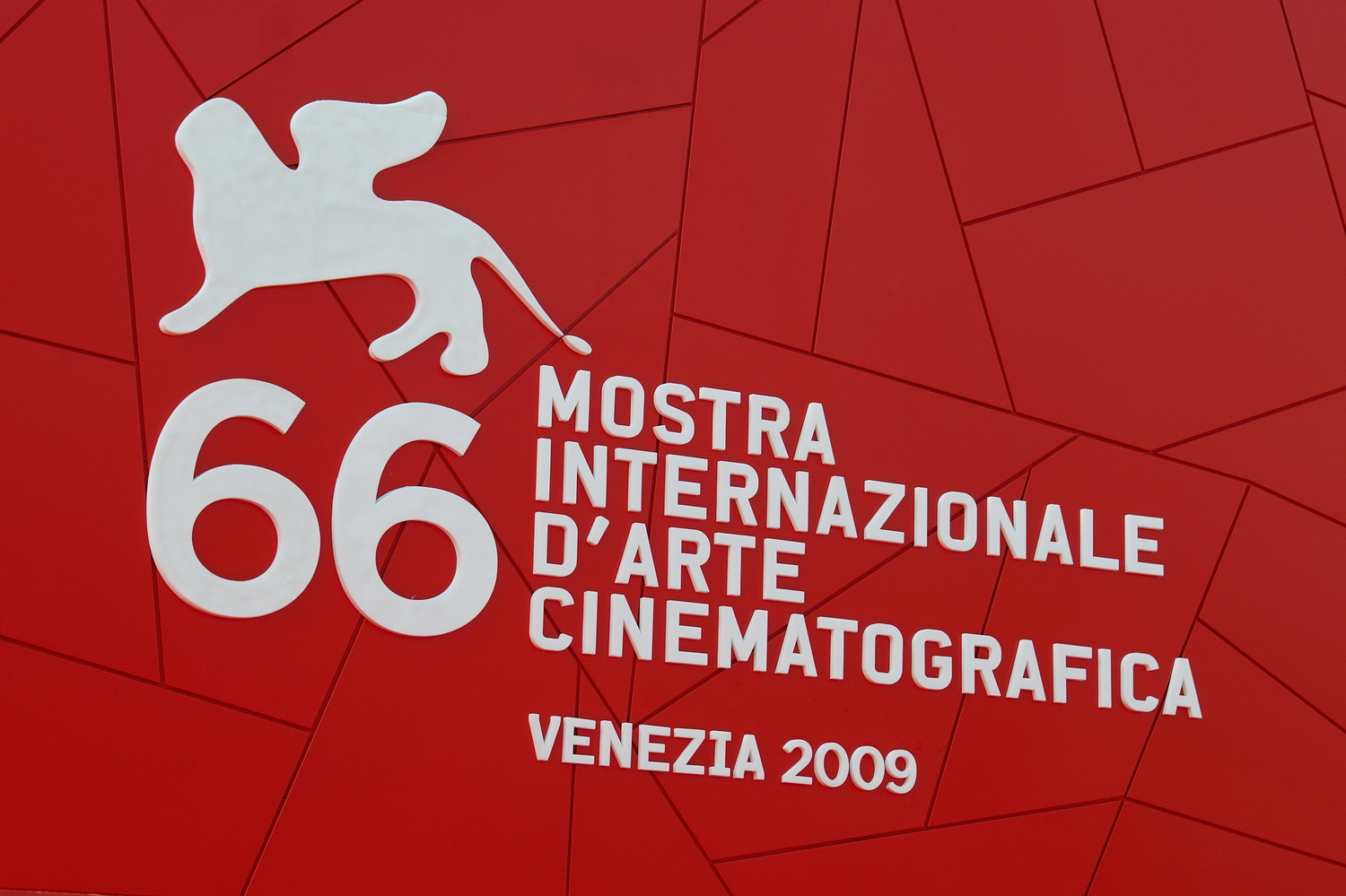
Logo della manifestazione.

La madrina della rassegna è stata l'attrice e produttrice italiana Maria Grazia Cucinotta.
In questa edizione, fu istituito per la prima volta il premio Persol 3-D destinato al Miglior lungometraggio 3-D stereoscopico dell’anno, che comprende i film girati in 3-D stereoscopico e usciti in Italia nei dodici mesi che precedono la Mostra biennale, oppure presentati nelle diverse sezioni della stessa. Restano esclusi i titoli girati in 2-D e successivamente trasformati in 3-D, prima dell'uscita nei cinema.

## Le giurie
Le giurie internazionali della 66ª Mostra internazionale d'arte cinematografica di Venezia sono state composte da:

### Giuria della sezione ufficiale
- Ang Lee (regista, Taiwan) - Presidente
- Sandrine Bonnaire (attrice, Francia)
- Liliana Cavani (regista, Italia)
- Joe Dante (regista, Stati Uniti d'America)
- Anurag Kashyap (sceneggiatore e regista, India)
- Luciano Ligabue (cantautore e regista, Italia)
- Sergei Bodrov (regista e sceneggiatore, Russia)

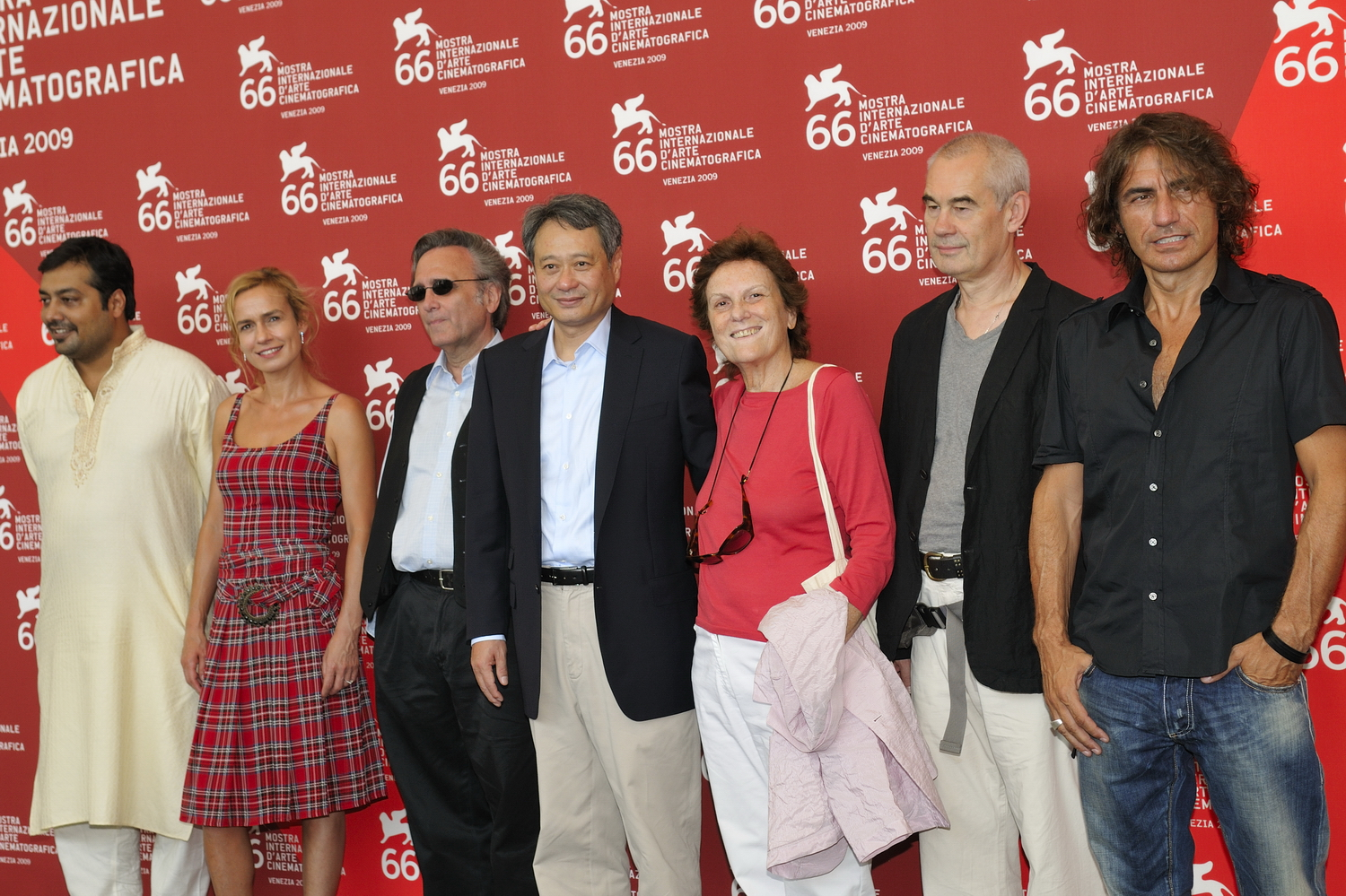
La giuria della sezione ufficiale.

### Giuria della sezione "Orizzonti"
- Pere Portabella (sceneggiatore e regista, Spagna) - Presidente
- Bady Minck (regista, Lussemburgo)
- Gina Kim (sceneggiatrice e regista, Corea del Sud)
- Garin Nugroho (regista, Indonesia)
- Gianfranco Rosi (regista, Italia)

### Giuria del "Premio Venezia Opera Prima Luigi De Laurentiis"
- Haile Gerima (regista, Etiopia) - Presidente
- Ramin Bahrani (regista e sceneggiatore, Stati Uniti d'America)
- Gianni Di Gregorio (sceneggiatore e regista, Italia)
- Antoine Fuqua (regista, Stati Uniti d'America)
- Sam Taylor-Wood (artista e regista, Gran Bretagna)

### Controcampo Italiano
- Carlo Lizzani (regista, Italia) - Presidente
- Giulio Questi (regista, Italia)
- Marina Sanna (giornalista e critico cinematografico, Italia)

### Giuria della sezione "Corto Cortissimo"
- Stuart Gordon (regista e sceneggiatore, Stati Uniti d'America) - Presidente
- Alieva Sitora (direttore del Festival Kinotaur di Sochi, Russia)
- Steve Ricci (docente e studioso di cinema, Stati Uniti d'America)

### Giuria della sezione "Premio Persol 3-D"
- Nadia Ranocchi (regista e sceneggiatrice, Italia)
- Scott Foundas (critico, Stati Uniti d'America)
- Dave Kehr (storico del cinema, Stati Uniti d'America)

## Sezioni principali

### Film in concorso
Concorso internazionale di lungometraggi in 35 mm e in digitale, proiettati in anteprima mondiale, in gara per il Leone d'oro.
- Questione di punti di vista (36 vues du Pic Saint-Loup) di Jacques Rivette (Francia/Italia)
- A Single Man di Tom Ford (Stati Uniti d'America)
- Accident di Pou-Soi Cheang (Cina)
- Baarìa di Giuseppe Tornatore (Italia) - film d'apertura
- Il cattivo tenente - Ultima chiamata New Orleans (Bad Lieutenant: Port of Call New Orleans) di Werner Herzog (Stati Uniti d'America)
- Between Two Worlds di Vimukthi Jayasundara (Sri Lanka)
- Capitalism: A Love Story di Michael Moore (Stati Uniti d'America)
- Il grande sogno di Michele Placido (Italia)
- La doppia ora di Giuseppe Capotondi (Italia)
- Lebanon di Samuel Maoz (Israele)
- Perdona e dimentica (Life During Wartime) di Todd Solondz (Stati Uniti d'America)
- Lo spazio bianco di Francesca Comencini (Italia)
- Lola di Brillante Mendoza (Filippine)
- Lourdes di Jessica Hausner (Austria)
- Mr. Nobody di Jaco Van Dormael (Belgio)
- My Son, My Son, What Have Ye Done di Werner Herzog (Stati Uniti d'America)
- Persécution di Patrice Chéreau (Francia)
- Prince of Tears di Yonfan (Cina/Taiwan/Hong Kong)
- Soul Kitchen di Fatih Akın (Germania)
- Survival of the Dead - L'isola dei sopravvissuti di George Romero (Stati Uniti d'America)
- Tetsuo: The Bullet Man di Shinya Tsukamoto (Giappone)
- The Road di John Hillcoat (Stati Uniti d'America)
- Al Mosafer di Ahmed Maher (Egitto)
- White Material di Claire Denis (Francia)
- Donne senza uomini (Women Without Men) di Shirin Neshat (Germania)

### Film fuori concorso
- Le ombre rosse di Citto Maselli (Italia)
- Rec 2 di Jaume Balagueró e Paco Plaza (Spagna)
- Chengdu, I Love You di Fruit Chan e Cui Jian (Cina)
- The Hole in 3D di Joe Dante (Stati Uniti d'America)
- Napoli Napoli Napoli di Abel Ferrara (Italia)
- Brooklyn's Finest di Antoine Fuqua (Stati Uniti d'America)
- Delhi 6 di Rakesh Omprakash Mehra (India)
- Prove per una tragedia siciliana di Roman Paska e John Turturro (Italia)
- L'uomo che fissa le capre (The Men Who Stare at Goats) di Grant Heslov (Stati Uniti d'America)
- Gulaal di Anurag Kashyap (India)
- Dev.D di Anurag Kashyap (India)
- L'oro di Cuba di Giuliano Montaldo (Italia)
- Scheherazade, Tell Me a Story di Yousry Nasrallah (Egitto)
- A sud del confine (South of the Border) di Oliver Stone (Stati Uniti d'America)
- The Informant! di Steven Soderbergh (Stati Uniti d'America)
- Toy Story 3-D di John Lasseter (Stati Uniti d'America)
- Toy Story 2 3-D di John Lasseter, Lee Unkrich e Ash Brannon (Stati Uniti d'America)
- Valhalla Rising - Regno di sangue di Nicolas Winding Refn (Danimarca/Gran Bretagna)
- Yonayona Pengin di Rintarō (Giappone/Francia)

### Orizzonti
- 1428 di Haibin Du (Cina)
- Adrift di Bui Thac Chuyen (Vietnam)
- Buried Secrets di Raja Amari (Tunisia)
- Cock-Crow 3-D di Nadia Ranocchi e David Zamagni (Italia)
- Dou niu di Guan Hu (Cina)
- Crush di Pyotr Buslov, Boris Khlebnikov, Kirill Serebrennikov, Ivan Vyrypayev e Aleksei German Ml. (Russia)
- DAIMON 3-D di Nadia Ranocchi e David Zamagni (Italia)
- Deserto rosa - Luigi Ghirri di Elisabetta Sgarbi (Italia)
- Engkwentro di Pepe Diokno (Filippine)
- Faces of Seoul di Gina Kim (Stati Uniti d'America)
- Francesca di Bobby Paunescu (Romania)
- Hugo en Afrique di Stefano Knuchel (Svizzera)
- I Travel Because I Have To, I Come Back Beacause I Love You di Marcelo Gomes e Karim Aïnouz (Brasile)
- Il colore delle parole di Marco Simon Puccioni (Italia)
- Insolação di Daniela Thomas e Felipe Hirsch (Brasile)
- Io sono l'amore di Luca Guadagnino (Italia)
- Judge di Jie Liu (Cina)
- La Danse - Le Ballet de l'Opera de Paris di Frederick Wiseman (Stati Uniti d'America)
- Once Upon a Time Proletarian: 12 Tales of a Country di Xiaolu Guo (Cina)
- One-Zero di Kamla Abu Zekry (Egitto)
- Paraiso di Héctor Gálvez (Perù)
- Pepperminta di Pipilotti Rist (Svizzera/Austria)
- Armando Testa - Povero ma moderno di Pappi Corsicato (Italia)
- Reading Book Of Blockade di Aleksandr Sokurov (Russia)
- Repo Chick di Alex Cox (Stati Uniti d'America)
- Tender Parasites di Christian Becker e Oliver Schwabe (Germania)
- The Man's Woman And Other Stories di Amit Dutta (India)
- The One All Alone di Frank Scheffer (Paesi Bassi)
- Totò di Peter Schreiner (Austria)
- Tris di donne e abiti nuziali di Vincenzo Terracciano (Italia)
- Via della Croce di Serena Nono (Italia)
- Villalobos di Romuald Karmakar (Germania)

### Controcampo italiano
- Cosmonauta di Susanna Nicchiarelli (Italia)
- Dieci inverni di Valerio Mieli (Italia/Russia)
- Giuseppe De Santis di Carlo Lizzani (Francia)
- Hollywood sul Tevere di Marco Spagnoli (Italia)
- Il compleanno di Marco Filiberti (Italia)
- Il piccolo di Maurizio Zaccaro (Italia)
- Negli occhi di Francesco Del Grosso e Daniele Anzellotti (Italia)
- Poeti di Toni D'Angelo (Italia)

### Corto Cortissimo
- So che c'è un uomo di Gianclaudio Cappai (Italia)

### Giornate degli Autori
- Gordos, regia di Daniel Sánchez Arévalo (Spagna)

## I premi

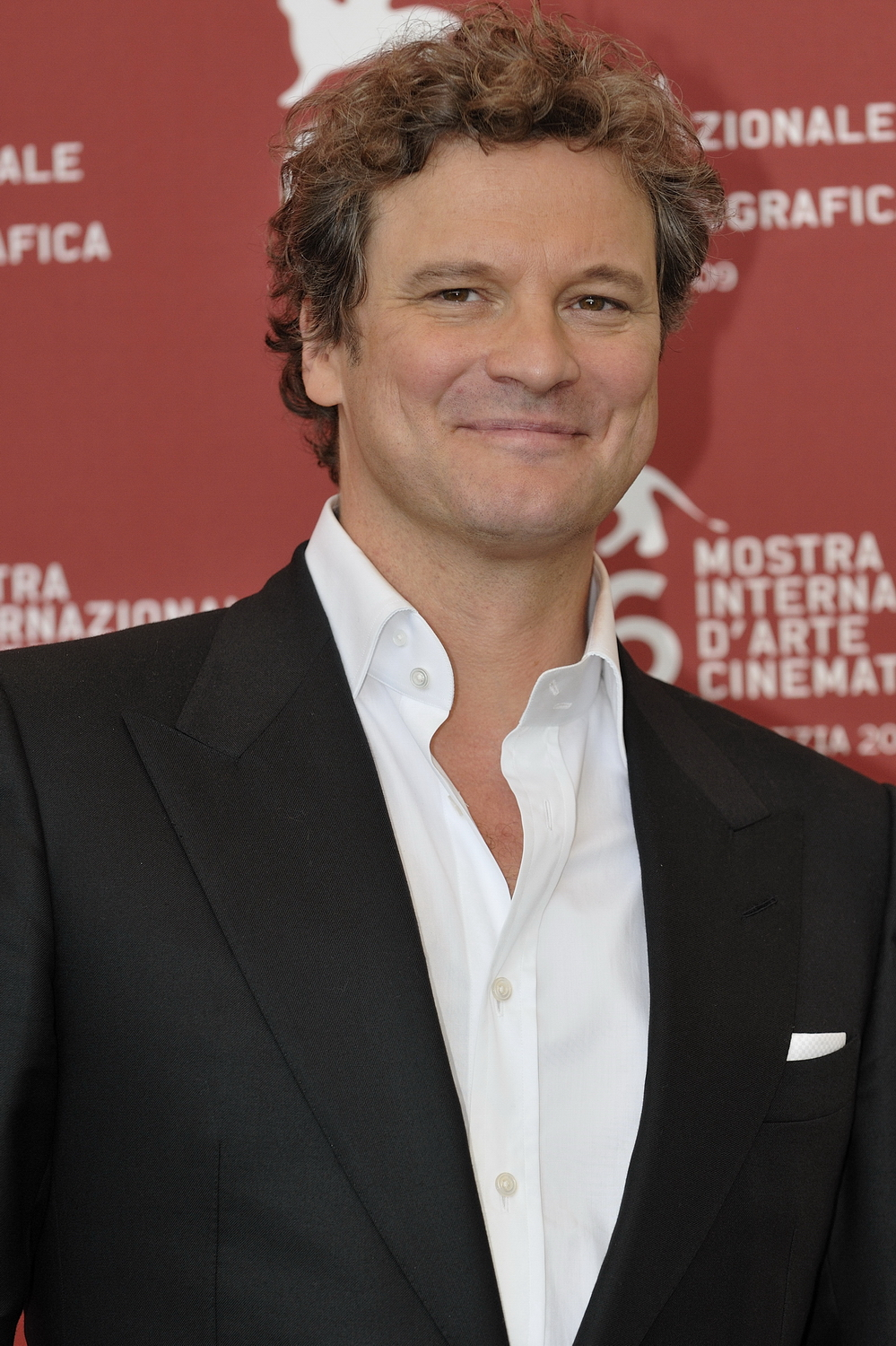
Il vincitore della Coppa Volpi per la miglior interpretazione maschile, Colin Firth.

### Premi principali
La mostra ha assegnato i seguenti riconoscimenti:
- Leone d'Oro
  - Leone d'Oro al miglior film: a Lebanon di Samuel Maoz
  - Leone d'Oro alla carriera: a John Lasseter e i registi della Disney•Pixar
- Leone d'Argento
  - Gran premio della giuria: Soul Kitchen di Fatih Akın
  - Premio speciale per la regia: a Shirin Neshat per Donne senza uomini
- Coppa Volpi
  - Coppa Volpi per la miglior interpretazione maschile: Colin Firth per A Single Man
  - Coppa Volpi per la miglior interpretazione femminile: Ksenia Rappoport per La doppia ora
- Premio Osella
  - Premio Osella per la migliore sceneggiatura: Perdona e dimentica (Life During Wartime) di Todd Solondz
  - Premio Osella per il migliore contributo tecnico: Sylvie Olivé per Mr. Nobody di Jaco Van Dormael

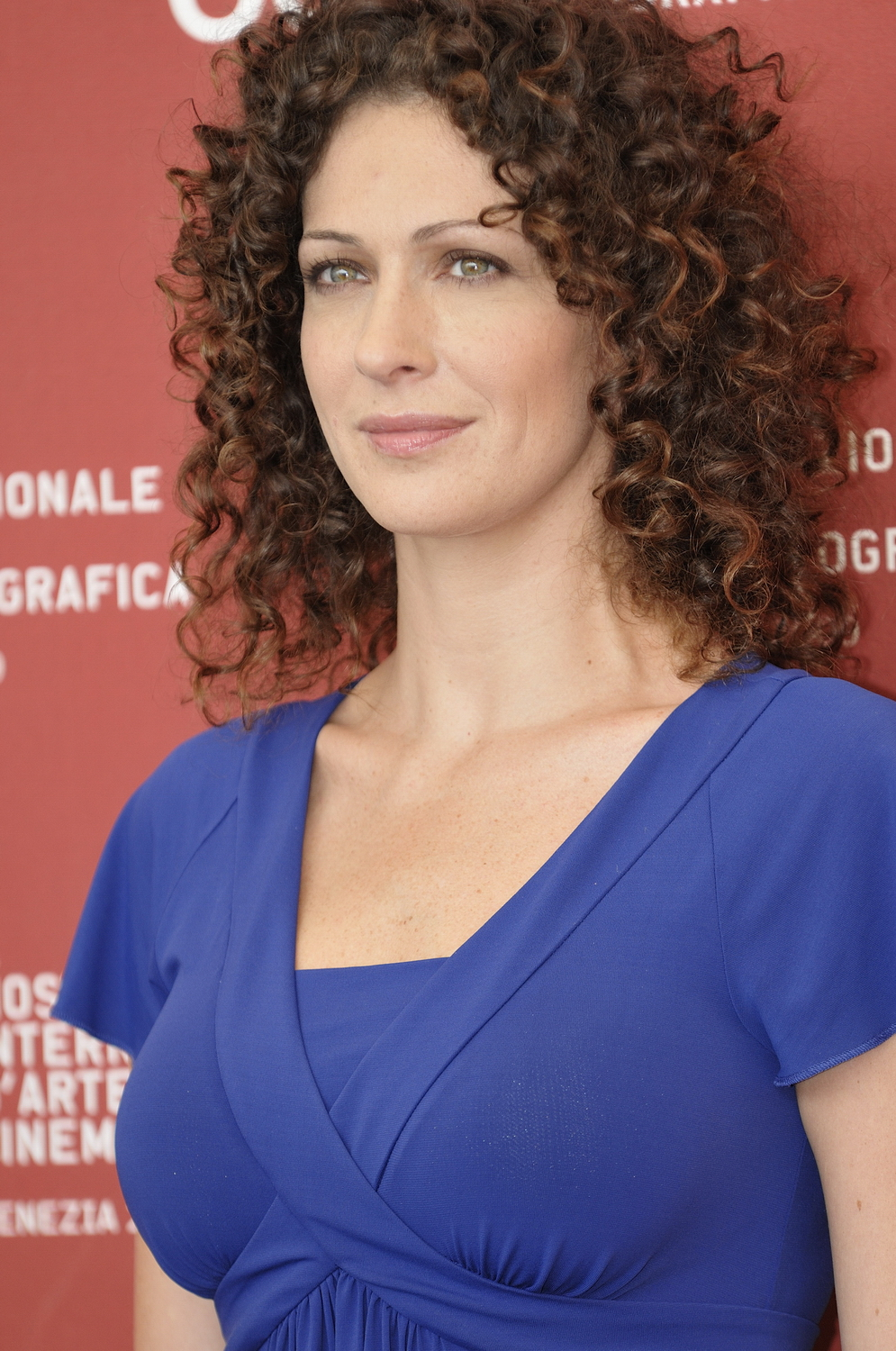
La vincitrice della Coppa Volpi per la miglior interpretazione femminile, Ksenia Rappoport.

- Premio Marcello Mastroianni, ad un attore o attrice emergente: Jasmine Trinca per Il grande sogno

### Premio Venezia Opera prima "Luigi De Laurentiis"
- Engkwentro di Pepe Diokno

### Orizzonti
- Premio Orizzonti: Engkwentro di Pepe Diokno
- Premio Orizzonti Doc: 1428 di Du Habin
- Menzione speciale: The Man’s Woman and Other Stories di Amit Dutta

### Controcampo
- Premio Controcampo italiano: Cosmonauta di Susanna Nicchiarelli
- Premio Controcampo italiano - Menzione Speciale: Negli occhi di Francesco Del Grosso e Daniele Anzellotti

### Corto cortissimo
- Menzione speciale: Felicità di Salomé Aleksi
- Leone Corto cortissimo per il miglior cortometraggio: Eersgeborene (Firstborn) di Etienne Kallos

### Premi collaterali
- Premio FIPRESCI
  - Miglior film Venezia 66 a Lourdes di Jessica Hausner
  - Miglior film Orizzonti e Settimana Internazionale della Critica a Choi Voi di Bui Thac Chuyen
- Premio SIGNIS
  - Lourdes di Jessica Hausner
  - Menzione speciale a Lebanon di Samuel Maoz
- Premio Settimana Internazionale della Critica "Regione del Veneto per il cinema di qualità"
  - Tehroun di Takmil Homayoun Nader
- Premio Francesco Pasinetti (SNGCI)
  - Baarìa di Giuseppe Tornatore
  - Miglior film a Lo spazio bianco di Francesca Comencini
  - Miglior protagonista maschile Filippo Timi per La doppia ora
  - Miglior protagonista femminile Margherita Buy per Lo spazio bianco
  - Premio Pasinetti speciale a Riccardo Scamarcio per Il grande sogno
  - Premio Pasinetti speciale ad Armando Testa - Povero ma moderno di Pappi Corsicato
- Premio Label Europa Cinemas - Giornate degli Autori 2009
  - The Last Days of Emma Blank di Alex van Warmerdam
- Premio Leoncino d'oro 2009
  - Capitalism: A Love Story di Michael Moore
  - Segnalazione Cinema for UNICEF a Donne senza uomini di Shirin Neshat
- Premio La Navicella – Venezia Cinema
  - Lourdes di Jessica Hausner
- Premio C.I.C.T. UNESCO Enrico Fulchignoni
  - Il cattivo tenente - Ultima chiamata New Orleans di Werner Herzog
- Premio Speciale Christopher D. Smithers Foundation
  - Al Mosafer di Ahmed Maher
- Biografilm Lancia Award - fiction
  - Mr. Nobody di Jaco Van Dormael
- Biografilm Lancia Award - documentario
  - Negli occhi di Francesco Del Grosso e Daniele Anzellotti
- Premio Nazareno Taddei
  - Lebanon di Samuel Maoz
- Premio Future Film Festival Digital Award
  - Metropia di Tarik Saleh
  - Menzione speciale a Up di Pete Docter
- Premio Brian
  - Lourdes di Jessica Hausner
- Premio Queer Lion
  - A Single Man di Tom Ford
- Premio Lanterna Magica (Cgs)
  - Cosmonauta di Susanna Nicchiarelli
- Premio FEDIC
  - Lo spazio bianco di Francesca Comencini
  - Menzione speciale a Di me cosa ne sai di Valerio Jalongo
- Premio Arca Cinemagiovani
  - Miglior film Venezia 66 a Soul Kitchen di Fatih Akın
  - Miglior film italiano a La doppia ora di Giuseppe Capotondi
- Premio Lina Mangiacapre
  - Scheherazade, Tell Me a Story di Yousry Nasrallah
- Premio Air For Film Fest
  - Lo spazio bianco di Francesca Comencini
- Premio Open 2009
  - Capitalism: A Love Story di Michael Moore
- Premio Gianni Astrei. Il cinema per la vita
  - Lo spazio bianco di Francesca Comencini
- Premio Persol 3-D: The Hole in 3D di Joe Dante
- Premio Jaeger-LeCoultre Glory to the Filmmaker: a Sylvester Stallone come personalità che ha lasciato il segno nel cinema contemporaneo[2].